# Reivindicações territoriais soviéticas contra a Turquia

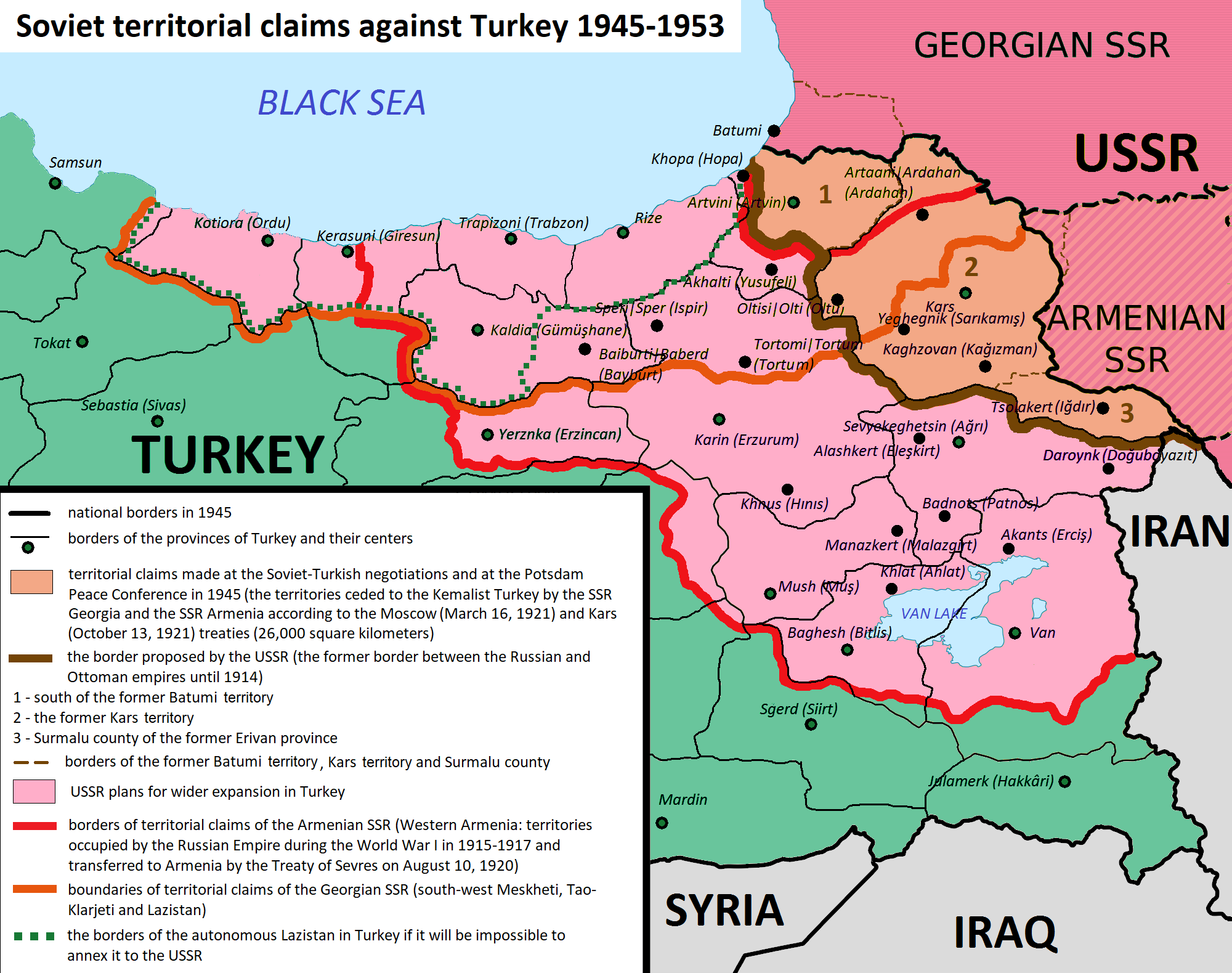
Reivindicações territoriais da URSS à Turquia em 1945-1953

As reivindicações territoriais soviéticas à Turquia de 1945 a 1953 consistiram em várias propostas diferentes para normalizar a fronteira turco-soviética de forma favorável para a União Soviética e as relevantes nacionalidades constituintes na Região da Anatólia Oriental.De acordo com as memórias de Nikita Khrushchev, o vice-premier Lavrentiy Beria (1946-1953) pressionou Josef Stalin para que reivindicasse o território da Anatólia Oriental que supostamente havia sido roubado da Geórgia pelos turcos. Por razões práticas, as reivindicações soviéticas, caso fossem bem sucedidas, teriam fortalecido a posição do Estado ao redor do Mar Negro e enfraqueceria a influência imperial britânica no Oriente Médio.
A União Soviética há muito tempo objetava à Convenção de Montreux de 1936, que deu à Turquia um controle exclusivo sobre o transporte entre o Estreito de Bósforo, uma via essencial para as exportações russas. Quando o Tratado Soviético-Turco de Amizade e Neutralidade de 1925 expirou em 1945, o lado soviético optou por não renovar o tratado. O Ministro do Exterior soviético Vyacheslav Molotov disse aos turcos que as reivindicações georgianas e armênias ao território turco teriam que ser resolvidas antes da conclusão de um novo tratado. O território em disputa ao redor Carse e Ardacane foi dominado pelo Império Russo de 1878 a 1921, quando foi cedida à Turquia pela Rússia, mas continuou a ser habitada por membros das respectivas etnias que então eram titulares das Repúblicas Socialistas Soviéticas. Molotov argumentou que, embora os soviéticos normalizassem sua fronteira com a Polônia desde cessões territoriais para o país durante debilidade soviética em 1921, cessões similares a Turquia nunca foram legitimadas pela renegociação desde aquela época.
Houve três planos soviéticos a respeito da parte do território que a Turquia deveria ceder:
- O primeiro plano incluía o território do antigo Oblast de Carse e o uezd de Surmalu da Gubernia de Erevã (cidade de Eder e arredores), que fizeram parte do Império Russo desde 1878 até 1918 e, em seguida, parte da República Democrática da Armênia em 1918 e 1920.
- O segundo plano incluía a planície de Elesquirte e a cidade de Baiazete adicionado a Carse e Surmalu.[3]
- O terceiro plano incluía a maior parte da Anatólia Oriental (Erzurum, Vã, Muxe, Bitlisse) adicionado a Carse, Surmalu e planície de Elesquirte.[3]

O governo soviético pretendia repatriar aqueles da diáspora armênia nos territórios adquiridos, uma vez que nos últimos três anos (1946-1948), após a Segunda Guerra Mundial cerca de 150.000 armênios étnicos (armênios ocidentais e seus descendentes) da Síria, Líbano, Grécia, Bulgária, Romênia, Chipre, Palestina, Iraque, Egito e França tinham migrado para a Armênia soviética.[carece de fontes?]
Estrategicamente, os Estados Unidos se opuseram a anexação soviética do Planalto de Carse pela sua necessidade de defender a Turquia. Ideologicamente, certos elementos do governo estadunidense viram as reivindicações territoriais soviéticas como expansionistas e uma reminiscência do irredentismo nazista sobre os alemães dos Sudetos na Checoslováquia. Desde 1934, o Departamento de Estado concluiu que o seu apoio anterior à Armênia dado pelo Presidente Wilson (1913–1921) havia expirado desde a perda da independência armênia. A firme oposição dos Estados Unidos para movimentos de autodeterminação apoiados pelos soviéticos na Turquia e na Pérsia levou ao esmagamento e reanexação da República Curda de Mahabad (1946-1947) e do Governo Popular do Azerbaijão (1945-1946) pela Pérsia.  A Turquia juntou-se a aliança militar antisoviética, a OTAN, em 1952. Na sequência a morte de Stalin em 1953, o governo soviético renunciou suas reivindicações territoriais sobre a Turquia, como parte de um esforço para promover relações amistosas com o país do Oriente Médio e seu parceiro de aliança, os Estados Unidos. 